# Токуносіма (Каґосіма)

Токуносіма (яп. 徳之島町, とくのしまちょう, токуносіма тьо) — містечко в Японії, у південній частині префектури Каґосіма, східній частині острова Токуносіма з островів Рюкю.